# Brockport (New York)
Brockport est un village du comté de Monroe, dans l'État de New York, aux États-Unis,. En 2010, il comptait une population de 8 366 habitants.

## Démographie
Lors du recensement de 2010, le village comptait une population de 8 366 habitants. Elle est estimée, en 2019, à 8 163 habitants.